# خسرو میرزا قاجار

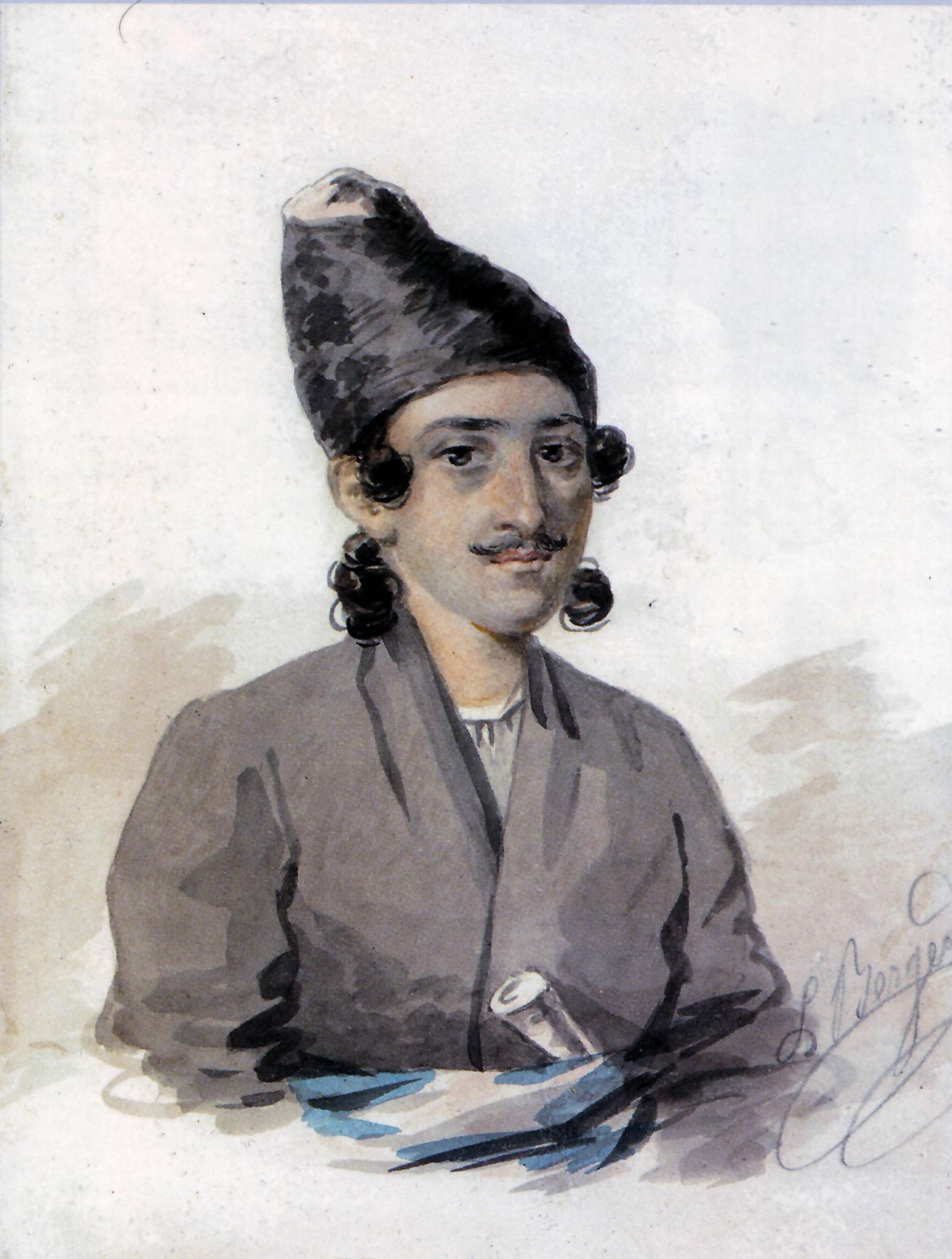
خسرو میرزا

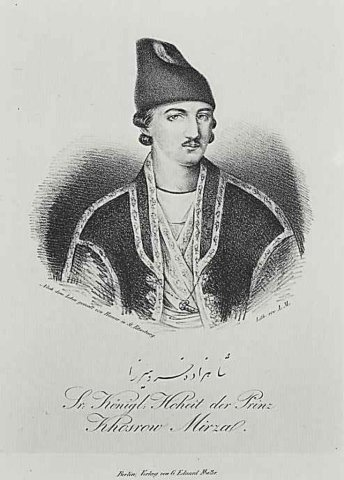
تک‌چهره خسرومیرزا از آدولف منتسل

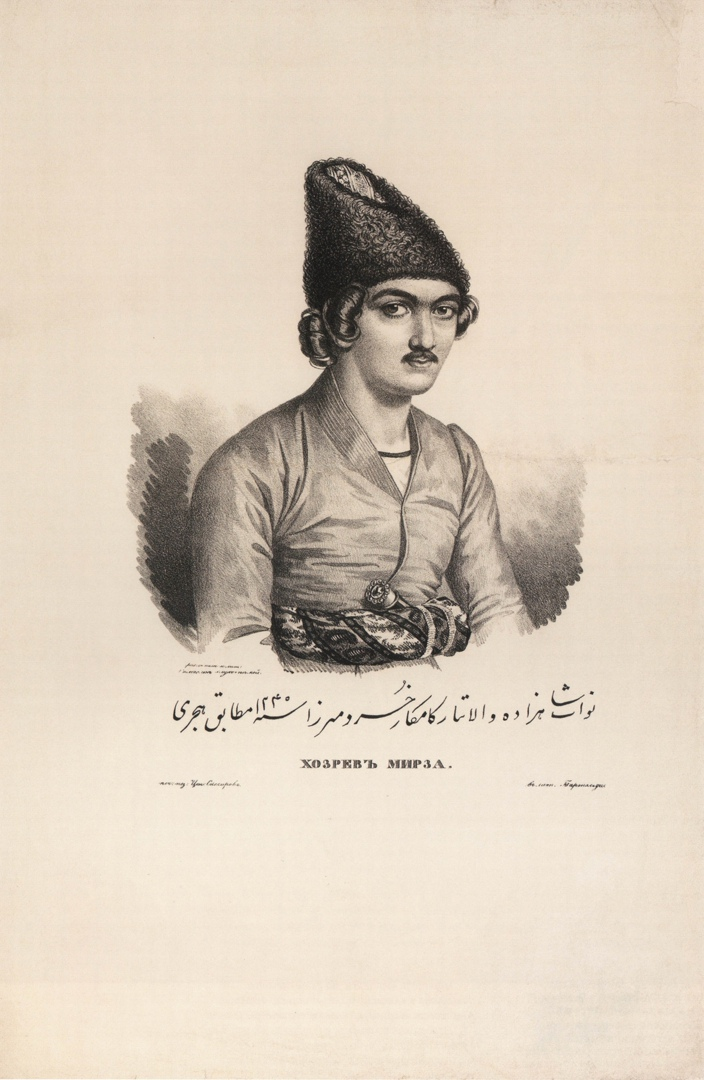
تک‌چهره خسرومیرزا از کارل همپلن

خسرو میرزا (۱۸۱۳ - ۲۱ اکتبر ۱۸۷۵) شاهزادهٔ قاجار، هفتمین پسر عباس میرزا نایب‌السلطنهٔ فتحعلی‌شاه بود.
پس از قتل الکساندر گریبایدوف در بهمن ماه ۱۲۰۷ خورشیدی در تهران که چندی پس از پایان جنگ دوم ایران و روسیه و انعقاد عهدنامهٔ ترکمانچای اتفاق افتاد، هیئتی دیپلماتیک به سرپرستی خسرومیرزا به روسیه سفر کرد تا پیام عذرخواهی و دوستی شاه ایران را به امپراتور روسیه تسلیم کرده و از بروز خصومت و جنگی تازه جلوگیری نماید. این هیئت در بهار سال ۱۲۰۸ خورشیدی به روسیه رسید و به گرمی مورد استقبال قرار گرفت و مأموریتش چیزی قریب یک سال به طول انجامید. در این مدت اعضای هیئت دیپلماتیک ایرانی که دو تن از اولین تحصیل‌کردگان ایرانی، میرزا صالح شیرازی و میرزا بابا افشار، در فرنگ نیز در بین آنان بودند در شهرهای مختلف از مؤسسات آموزشی و کارگاه‌های صنعتی روسیه بازدید کردند. ماحصل این سفر برای ایرانیان سفرنامه‌ای دیپلماتیک بود به نام سفرنامهٔ خسرو میرزا که به قلم منشی هیئت مصطفی خان افشار نوشته شده‌است. در این سفرنامه علاوه بر جزئیات بازدیدها و ملاقات‌ها، پیشرفت‌های کشور روسیه و سیستم آموزشی و مدارس آن نیز شرح داده شده و لزوم ایجاد مؤسسات مشابه در ایران بحث شده‌است. جالب است که میرزا تقی‌خان فراهانی ۲۲ ساله که بعدها به نام امیرکبیر شناخته شد در این سفر در مقام منشی حضور داشت و بیست سال بعد زمانی‌که به مقام صدارت اعظم رسید طرح مدرسهٔ نظامی جدید یعنی دارالفنون را مشابه آنچه در این سفرنامه پیشنهاد شده بود عملی کرد. سفر روسیه را از نقاط آغازین شکل‌گیری، ایدهٔ اصلاحات امیرکبیر می‌دانند. الماس شاه، الماسی گران‌بها که از غنائم تهاجم نادرشاه به هندوستان بود در این سفر به نیکلای یکم تزار روسیه پیشکش شد.

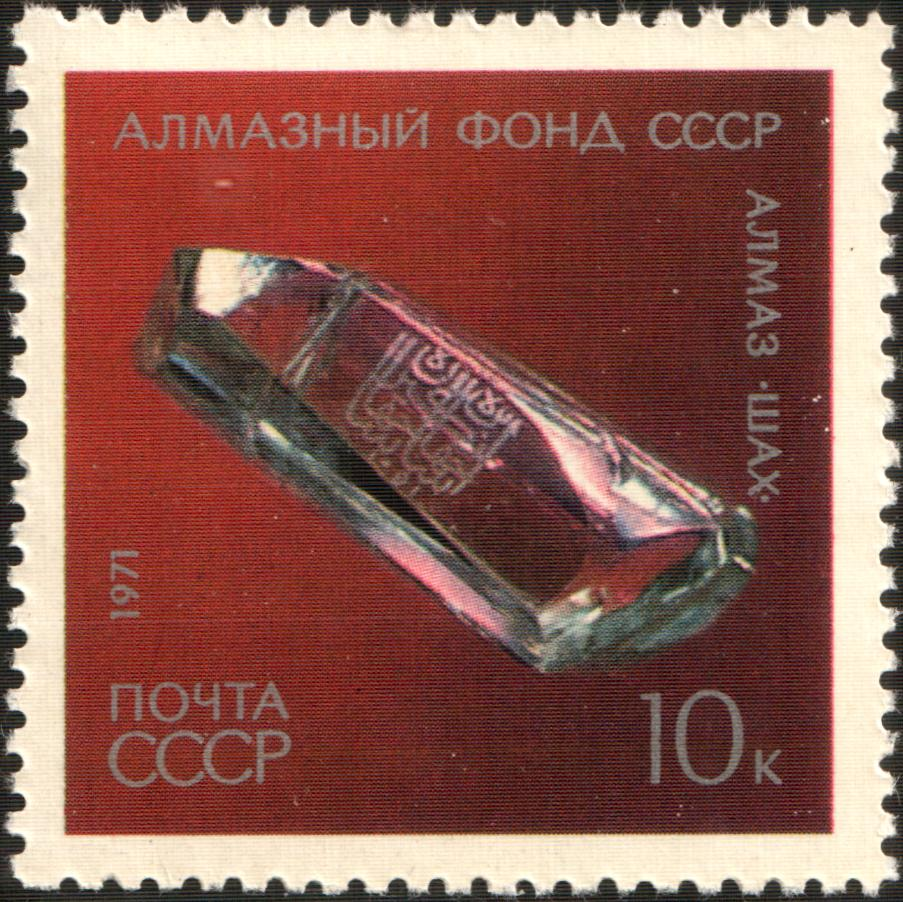
تمبر منتشرشده در شوروی به تاریخ ۱۹۷۱ که الماس شاه را نشان می‌دهد.

هنگامی که عباس میرزا - نایب‌السلطنه و والی آذربایجان- مأمور سامان دادن امور خراسان نیز شد، خسرو میرزا در ادارهٔ امور خراسان و جنگ با کامران میرزا حاکم هرات مشارکت داشت. با مرگ زودهنگام عباس میرزا و ولیعهد شدن محمد میرزا، قائم‌مقام فراهانی مربی و وزیر محمدمیرزا به خسرو میرزا بدگمان شد و دستور به دستگیری و حبس او در قلعه‌ای در اردبیل داد. پس از مرگ فتحعلی‌شاه در سال ۱۲۱۳ خورشیدی (۱۸۳۴ میلادی، ۱۲۵۰ قمری) و پیش از رهسپار شدن محمدمیرزا به تهران به قصد تاج‌گذاری، قائم مقام دستور به کور کردن خسرو میرزا و برادر دیگرش جهانگیر میرزا داد. خسرو میرزا ادامهٔ عمر را در تویسرکان و تهران گذراند. خسرو میرزا در سال ۱۲۶۲ خورشیدی (۱۸۸۳ میلادی، ۱۳۰۱ قمری) درگذشت.
داستان عذرخواهی خسرو میرزا از تزار روسیه در بخشی از فیلم کشتی روسی به تصویر کشیده شده‌است.

## فرزندان
- محمدعلی میرزا مشکوه الملک